# Brug 1132

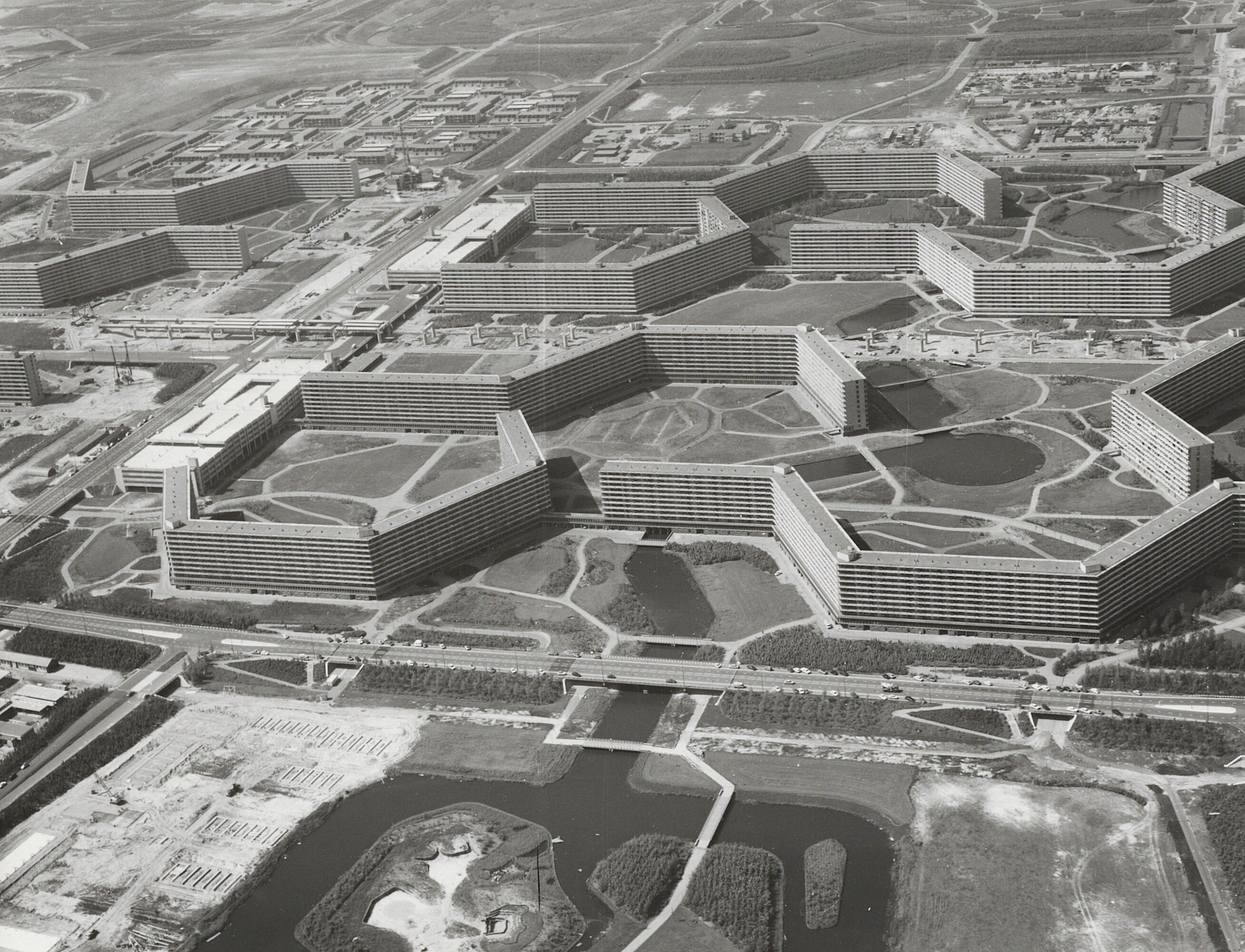
Op de voorgrond de Bijlmerweide met fietspad met brug 1132 naar de ’s Gravendijkdreef (1973)

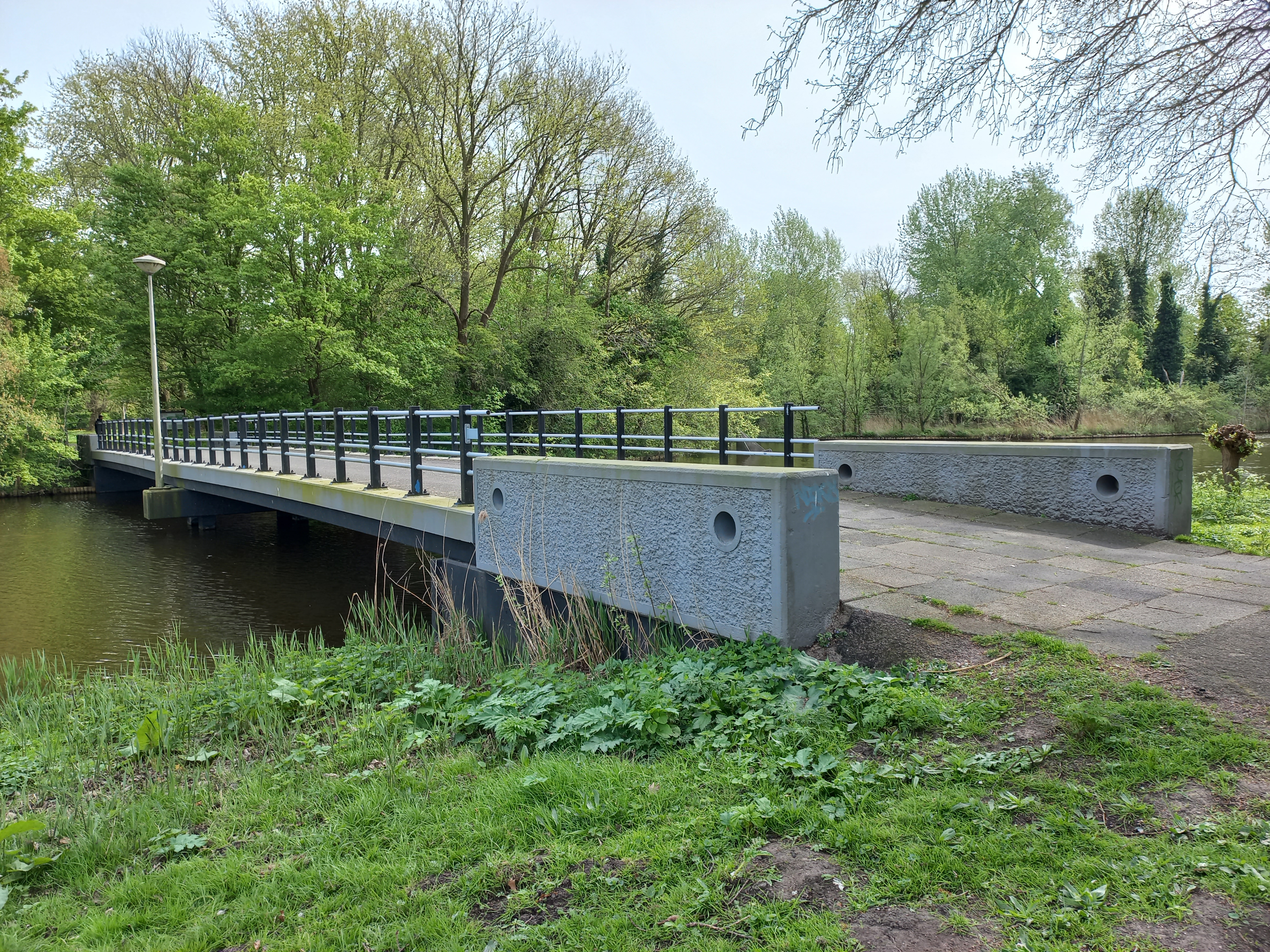
Brug 1132 met ankergaten in 2024

Brug 1132 is een bouwkundig kunstwerk in Amsterdam-Zuidoost.
Het voet- en fietsbrug werd aangelegd om de verbinding te maken tussen de Bijlmerweide en de 's-Gravendijkdreef. Rondom de dreef was er nauwelijks bewoning, maar even naar het westen begon de G-Buurt met haar honingraatflats. Voet- en fietspaden waren in de opzet van de Bijlermmeer gelegen op maaiveldniveau hetgeen leidde tot een type brug alhier dat maaiveldbrug heet. Dit ter onderscheiding van de “grote bruggen” in de dreven, alle gelegen over voet- en fietspaden. Voor de Bijlmermeer ontwierp Dirk Sterenberg van de Dienst der Publieke Werken een standaard type, waarvan in lengte en breedte gevarieerd kom worden. Ze zijn ook in de 21e eeuw nog talrijk aanwezig in de wijk; een aantal moest echter plaatsmaken voor sanering etc. De maaiveldbruggen zijn herkenbaar aan de borstweringen met ankergaten, de specifieke grijze leuningen met blauwe balusters en het nummerplaatje in die leuningen. Ook de “buiten de brug” staande lantaarn is een regelmatig terugkerend onderdeel van dat brugtype. De brug is een broer van de even verderop liggende brug 1134.
<<< · 1100 · 1101 · 1107 · 1008 · 1009 · 1110 · 1111 · 1119 · 1121 · 1122 · 1123 · 1124 · 1125 · 1126 · 1127 · 1128 · 1129 · 1130 · 1131 · 1132 · 1133 · 1134 · 1135 · 1139 · 1140 · 1141 · 1142 · 1143 · 1144 · 1145 · 1146 · 1148 · 1149 · 1150 · 1151 · 1152 · 1153 · 1154 · 1155 · 1156 · 1157 · 1159 · 1162 · 1163 · 1164 · 1165 · 1167 · 1170 · 1171 · 1172 · 1173 · 1174 · 1175 · 1176 · 1177 · 1179 · 1180 · 1181 · 1182 · 1183 · 1184 · 1186 · 1187 · 1188 · 1189 · 1190 · 1191 · 1192 · 1193 · 1194 · 1195 · 1196 · 1197 · 1198 · 1199 · >>>
Brugnummers 1102-1106 (gesloopt), 1112-1118 (gesloopt), 1120, 1136-1138, 1145, 1147, 1158 (onbekend), 1160, 1161, 1166, 1168, 1169, 1178 en 1185 (voetbrug Bijlmerweide bouw 1970, sloop 2015) zijn niet (meer) vergeven.